# Aderus pictipes
Aderus pictipes é uma espécie de inseto besouro da família Aderidae. A espécie foi descrita cientificamente por Thomas Broun em 1893.

## Distribuição geográfica
Habita na Nova Zelândia.